# Budimski grad
Budimski grad (madžarsko Budavári Palota, nemško Burgpalast), prej imenovan tudi kraljeva palača (madžarsko Királyi-palota) in kraljevi grad (madžarsko Királyi Vár, nemško Königliche Burg), je zgodovinski grad in kompleks palač madžarskih kraljev v Budimpešti. Baročna palača, ki je bila prvič dokončana leta 1265, je bila zgrajena med letoma 1749 in 1769, med obleganjem Budimpešte v drugi svetovni vojni in obnovljena v poenostavljenem baročnem slogu v času državnega komunizma. Trenutno so v njem Madžarska narodna galerija, Budimpeštanski zgodovinski muzej in Narodna knjižnica Széchényi.
Kompleks palače leži na južnem robu Grajskega griča (madžarsko Várhegy). Njegovo obrambno obzidje se razteza tako, da obdaja celotno sosesko Várnegyed ('grajska četrt') na severu, ki je znana po srednjeveških, baročnih in neoklasicističnih hišah, cerkvah in drugih spomenikih. V Grajski četrti je več pomembnih vladnih stavb, vključno s Sándorjeva palača in karmeličanskim samostanom v Budimu. Lokalno se ta soseska in palača imenujeta skupaj Vár (lit. 'grad').
Grajski hrib je povezan s trgom Clark Ádám in Széchenyjevim verižnim mostom z vzpenjačo. Grajska četrt spada v del Budimpešte, ki ga je UNESCO leta 1987 razglasil za svetovno dediščino.

## Zgodovina

### Srednji vek
Prvo kraljevo rezidenco na Grajskem hribu je med letoma 1247 in 1265 zgradil kralj Béla IV. Ogrski. Negotovo je ali je bila na južnem robu hriba ali na severni vzpetini, blizu Kammerhofa.
Najstarejši del današnje palače je v 14. stoletju zgradil slavonski vojvoda Štefan, ki je bil mlajši brat ogrskega kralja Ludvika I. Od grajske stavbe, ki je bila znana kot Štefanov stolp (Budimpešta) (madžarsko István-torony), so ostali le temelji. Gotska palača kralja Ludvika I. je bila razporejena okoli ozkega dvorišča ob utrdbi.
Kralj Sigismund Luksemburški je močno povečal palačo in okrepil njene zidove. Sigismund je kot cesar Svetega rimskega cesarstva potreboval veličastno kraljevo rezidenco, da bi izrazil svojo pomembnost med vladarji Evrope. Za glavno rezidenco si je izbral Budimski grad, ki je v času njegove dolgoletne vladavine postal verjetno največja gotska palača poznega srednjega veka. Budim je bil pomembno umetniško središče mednarodnega gotskega sloga.
Gradnja se je začela v 1410-ih in je bila večinoma končana v 1420-ih, čeprav so se nekatera manjša dela nadaljevala do kraljeve smrti leta 1437. Palača je bila prvič omenjena leta 1437 pod imenom fricz palotha.
Najpomembnejši del Sigismundove palače je bilo severno krilo, znano kot palača Fresh (madžarsko Friss-palota). V zgornjem nadstropju je bila velika dvorana, imenovana Rimska dvorana (70 × 20 m ali 230 × 66 čevljev) z izrezljanim lesenim stropom. Velika okna in balkoni gledajo na mesto Budim. Pročelje palače je bilo okrašeno s kipi, a in grbom. Spredaj je stal bronasti konjeniški kip Sigismunda, ki ga je pozneje popravil kralj Matija Korvin.
Južni del kraljeve rezidence je bil obdan z ozkimi cvingerji. Dve vzporedni steni, tako imenovani kurtini, se spuščata od palače do reke Donave čez strmo pobočje. Najbolj impozantna stavba, Zlomljen stolp (madžarsko Csonka-torony), na zahodni strani cour d'honneur, je ostala nedokončana. Klet stolpa je bila uporabljena kot ječa; najvišja nadstropja so bila verjetno zakladnica kraljevih draguljev.
Zadnja faza velike gradbene dejavnosti je potekala pod kraljem Matijo Korvinom. V prvih desetletjih vladavine je kralj končal delo na gotski palači. Kraljeva kapela z ohranjeno spodnjo cerkvijo je bila verjetno zgrajena takrat.
Po poroki Matije in Beatrice Neapeljske leta 1476 so v Budim prišli italijanski humanisti, umetniki in obrtniki. Madžarska prestolnica je postala prvo središče renesanse severno od Alp. Kralj je palačo obnovil v zgodnjem renesančnem slogu. Cour d'honneur je bil posodobljen in dodana italijanska loža. Znotraj palače sta bili dve sobi z zlatim stropom: Bibliotheca Corviniana in prehod s freskami dvanajstih znamenj zodiaka. Pročelje palače je bilo okrašeno s kipi Jánosa Hunyadija, Lászla Hunyadija in kralja Matije. Sredi dvorišča je bil vodnjak s kipom Atene Palade.
Od te renesančne palače so ostali le fragmenti: nekaj ograj iz rdečega marmorja, preklad in okrasnih glaziranih ploščic iz peči in tal.
V zadnjih letih svojega vladanja je Matija Korvin začel graditi novo renesančno palačo na vzhodni strani Sigismundovega dvorišča, poleg palače Fresh. Matijeva palača je zaradi kraljeve zgodnje smrti ostala nedokončana. Palača je imela pred fasado monumentalno stopnišče iz rdečega marmorja. Matijo Korvina so humanisti z njegovega dvora običajno identificirali s Herkulom; bronasta vrata so bila okrašena s ploščami, ki prikazujejo Herkulova dela, velik bronast kip grškega junaka pa je pričakal goste na preddverju kompleksa palače, kjer so potekali dvoboji.
Obzidani vrtovi palače so bili urejeni na zahodnih pobočjih Grajskega griča. Sredi ograde je Matija zgradil renesančno vilo. Od te tako imenovane Aule Marmorea je ohranjen samo en stolp.
Po smrti Matije Korvina je njegov naslednik, kralj Vladislav II. Češki, nadaljeval z deli na Matijevi palači, zlasti po njegovi poroki z Ano iz Foix-Candale leta 1502.
Pod vladavino kralja Ivana Zapolja (zadnjega nacionalnega vladarja Madžarske) je bila palača popravljena. Na južni konici Grajskega griča so italijanski vojaški inženirji zgradili Veliko Rondelo. Okrogel bastijon je ena glavnih ohranjenih stavb stare palače.

### Osmanska doba
Po bitki pri Mohaču je srednjeveško Ogrsko kraljestvo propadlo. Osmanski Turki so izpraznjeno mesto zasedli 11. septembra 1526. Čeprav je bil Budim oplenjen in požgan, kraljeva palača ni bila poškodovana. Sultan Sulejman Veličastni je odnesel vse bronaste kipe (Hunjadijeve, Atene Palade in Herkula) s seboj v Konstantinopel. Kipi so bili nekaj let kasneje tam uničeni v uporu. Sultan je vzel tudi veliko zvezkov iz Bibliotheca Corviniana.
Leta 1529 je osmanska vojska ponovno oblegala in zasedla Budim, palača pa je bila močno poškodovana. 29. avgusta 1541 so Budim ponovno zavzeli Osmani, brez kakršnega koli odpora. Budim je postal del Osmanskega cesarstva in sedež Budinskega ejaleta. Prvotno nemško in madžarsko prebivalstvo je mesto zapustilo, na njihovo mesto so prišli priseljenci iz Osmanskega cesarstva in z Balkanskega polotoka.
Čeprav so turški potopisi navdušeno pisali o lepoti palače madžarskih kraljev, je nova osmanska oblast pustila, da je palača propadla. Deloma so jo uporabljali kot barako, skladišče in hleve, sicer pa je stala prazna.
Turki so palačo imenovali Iç Kala ('notranji grad') in Hisar Peçe ('citadela'). Ime cour d'honneur je bilo Seray meydani. Najljubši vzdevek kompleksa je bil 'Palača zlatih jabolk'.
Za gospodarski propad Budima je bila značilna stagnacija prebivalstva, ki leta 1686 ni bilo večje od prebivalstva mesta dve stoletji prej v 15. stoletju. Osmani so dovolili, da je madžarska kraljeva palača padla v ruševine. Zapuščeno palačo so Osmani pozneje spremenili v skladišče smodnika in zalogovnik, kar je povzročilo njeno detonacijo med obleganjem leta 1686. Prvotno krščansko madžarsko prebivalstvo se med osmanskim osvajanjem ni počutilo varno, njihovo število se je v naslednjem obdobju močno zmanjšalo zaradi bega v habsburško vladajočo Ogrsko. Delež prebivalcev, ki so bili iz judovskih in ciganskih družin, se je med osmansko vladavino v Budimu povečal.
V obdobju med letoma 1541 in 1686 so Habsburžani večkrat poskušali ponovno zavzeti Budim. Neuspešna obleganja v letih 1542, 1598, 1603 in 1684 so povzročila resno škodo. Osmanske oblasti so popravile le utrdbe. Po virih iz 17. stoletja so bile številne stavbe nekdanje kraljeve palače brez strehe in njihovi oboki zrušeni. Kljub temu je srednjeveška palača večinoma preživela do velikega obleganja leta 1686.

### Uničenje srednjeveškega gradu
Srednjeveška palača je bila uničena med velikim obleganjem leta 1686, ko so Budim zavzele zavezniške krščanske sile.
Leta 1686, dve leti po neuspešnem obleganju Budima, se je začela ponovna zahodnoevropska krščanska akcija za zavzetje mesta. Tokrat je bila vojska Svete lige veliko večja, sestavljena iz 65.000–100.000 mož, med njimi nemški, madžarski, hrvaški, nizozemski, angleški, španski, češki, italijanski, francoski, burgundski, danski in švedski vojaki ter drugi Evropejci kot prostovoljci, topničarji in častniki. Turški branilci so sestavljali 7000 mož.
V močnem topniškem obstreljevanju je veliko stavb zgorelo in se podrlo. Štefanov stolp, ki so ga Osmani uporabljali kot skladišče smodnika, je eksplodiral, ko ga je zadel en sam top, iz katerega naj bi streljal pater Gábor, imenovan tudi Tüzes Gábor ('Gabriel Ognjeni'). Po sodobnih virih je eksplozija ubila kar 1500 turških vojakov in povzročila val na Donavi, ki je odplavil topniške baterije in straže, ki so stali na nasprotni obali.
Habsburški vojaški inženirji so v naslednjih desetletjih naredili več načrtov in risb stavb. Čeprav so zidovi večinoma preživeli, je ožgana lupina zaradi nevzdrževanja hitro propadla. Med letoma 1702 in 1715 je Štefanov stolp popolnoma izginil in palače ni bilo več mogoče popraviti. Leta 1715 je kralj Karel VI. Habsburški ukazal rušenje ruševin. Johann Hölbling je pregledal še obstoječe strukture. Kralj je ukazal prihraniti ohranjene marmorne kipe, starine, napise in kovance (o realizaciji kraljevega ukaza ni dokazov). Glavni del palače in stolp sta bila popolnoma porušena, vdolbine in jarki so bili zasuti ter postavljena nova ravna terasa. Južne utrdbe, cvingerji in sobe so bile pokopane pod tonami smeti in zemlje.

### Zgodnjebaročna palača
Leta 1715 je bila zgrajena manjša baročna palača po načrtih Johanna Hölblinga. Bila je preprosta pravokotna stavba z notranjim dvoriščem in krajšim stranskim traktom, ki je bil kasneje porušen. Hölblingova palača je identična z jedrom današnje palače, kjer je danes baročno dvorišče Zgodovinskega muzeja Budimpešte.
Notranjost palače je ostala nedokončana, ko so se dela leta 1719 gradnja ustavila. Hofkriegsrat je naročil Fortunatu di Prati, naj naredi več načrtov za palačo, vendar je pomanjkanje denarja oviralo njihovo izvedbo.
Leta 1723 je bila palača po nesreči požgana in okna so zazidali, da bi preprečili nadaljnje propadanje. Več risb iz 1730-ih in 1740-ih prikazuje nedokončano razpadajočo lupino preproste dvonadstropne blokovske hiše. Nekatere risbe prikazujejo idealizirano dokončano različico, ki nikoli ni obstajala. Nekje okoli leta 1730 so popravili streho.

### Obdobje Marije Terezije
Leta 1748 je grof Antal Grassalkovich, predsednik madžarske komore, pozval javnost, naj z javno naročnino dokonča zapuščeno palačo. Palatin János Pálffy je okraje in mesta pozval k dodelitvi sredstev za projekt. Trenutek je bil ugoden, saj so bili odnosi med ogrskim plemstvom in Habsburžani izjemno dobri. Madžari so podprli kraljico Marijo Terezijo v hudi stiski avstrijske nasledstvene vojne. Kraljica je bila za to hvaležna in nova kraljeva palača je postala simbol miru in prijateljstva med dinastijo in narodom.
Načrte čudovite baročne palače v obliki črke U s cour d'honneur je narisal Jean Nicolas Jadot, glavni arhitekt dunajskega dvora. Po letu 1753 je načrte spremenil njegov naslednik Nicolò Pacassi. Ignác Oraschek, gradbeni mojster, ki je vodil dela in spreminjal načrte po lastnih zamislih. Temeljni kamen palače je bil položen 13. maja 1749, na kraljičin rojstni dan. Delo je potekalo z dobrim tempom do leta 1758, ko so finančne težave povzročile sedemletni premor. Do takrat je nedokončana ostala samo notranjost.
Po ohranjenih zgodovinskih dokumentih je postavitev palače sledila Jadotovim podpisanim načrtom iz leta 1749. Fasade, nekateri notranji elementi in kapela sv. Sigismunda so delo Pacassija, medtem ko je posebne dvojne lažne kupole verjetno načrtoval Oraschek, nekdanji gradbeni mojster grofa Grassalkovicha. Dvojne lažne kupole so bile značilne za tako imenovane baročne gradove tipa Grassalkovich, kot je Gödöllő. Vendar je bila ta funkcija pozneje odstranjena iz palače.
Leta 1764 je kraljica obiskala palačo in namenila 20.000 talerjev letno za delo, ki se je ponovno začelo leta 1765 po načrtih Franza Antona Hillebrandta. Hillebrandt je spremenil fasado cour d'honneur osrednjega trakta v rokokojskem slogu. Leta 1769 je bila kapela sv. Sigismunda posvečena in istega leta je bila palača dokončana. Po zbirni izjavi Grassalkovicha so stroški znašali 402.679 forintov.

### Nune in učenjaki
Prihodnost kompleksa je bila negotova; kraljica ga ni nameravala uporabljati kot kraljevo rezidenco, ker v Budimu ni preživela veliko časa. Leta 1769 je dala eno krilo Loretskim sestram, ki so prišle iz Sankt Pöltna. Stavba je bila predana 13. maja 1770, vendar so elegantne baročne prostore ocenili kot neprimerne za samostan. Aleksander Keglevič, rektor univerze Eötvös Loránd, je Mariji Tereziji zagotovil financiranje, ki naj bi bilo po njenih pismih otrokom in prijateljem domnevno vrnjeno. Leta 1777 se je kraljica odločila, da se univerza Nagyszombat preseli v Budim.
Nune so se izselile in palačo so na hitro prilagodili za univerzo. Delo je vodil Farkas Kempelen in pripeljalo do gradnje učilnic, kabinetov za učitelje, muzejev, knjižnice in univerzitetne tiskovine. Spredaj so odstranili lažno kupolo in postavili štirinadstropni opazovalni stolp, ki sta ga načrtovala Franz Anton Hillebrandt ali Karl Georg Zillack.
Leta 1778 je Hillebrandt zgradil novo kapelo za prvega madžarskega kralja, svetega Štefana, mumificirano desno roko, ki jo je kraljica Marija Terezija leta 1771 odkrila iz Dubrovniške republike. Kapela svete desnice je stala blizu kapele sv. Sigismunda, sredi notranjega dvorišča. Zunanja oblika je bila osmerokotna, notranja pa ovalna, okronana s kupolo. Oltarno sliko je naslikal Joseph Hauzinger.
Slovesnost ob prerezu traku univerze je bila 25. junija 1780, na 40. obletnico kronanja kraljice. Prestolna soba je postala čudovita avla, okrašena s freskami, ki prikazujejo štiri fakultete. Leta 1953 so na krajših stranicah prostora odkrili dve freski v grizaju.

### Rezidenca Palatinov
Funkcionalni problemi univerze so ostali nerešeni, zaradi česar so fakultete leta 1783 preselili v Pešto. Leta 1791 je palača postala rezidenca novega habsburškega palatina Ogrske kraljevine, nadvojvode Aleksandra Leopolda Avstrijskega. Po zgodnji smrti palatina leta 1795 ga je nasledil njegov mlajši brat nadvojvoda Jožef, za njim pa nadvojvoda Štefan. Palatinalni dvor je bil v Budimskem gradu središče modnega življenja in visoke družbe v ogrski prestolnici.
Leta 1810 je palatinalno palačo poškodoval požar, v naslednjih desetletjih pa so bili narejeni načrti za nadstropje stavbe, ki pa niso bili uresničeni, čeprav so odstranili opazovalni stolp, ki je oviral dela. Leta 1838 so kripto kapele sv. Sigismunda prezidali po načrtih Franza Hüppmanna: Palatinska kripta je bila pokopališče palatina Jožefa in njegove družine. Kripta je edini del palače, ki je preživel drugo svetovno vojno.
Palatin Jožef je uredil vrtove na južnem in vzhodnem pobočju Grajskega hriba po načrtih Antala Tosta. Vrtovi gradu Buda so bili med najbolj znanimi krajinskimi vrtovi v angleškem slogu na Madžarskem.
Palatin Štefan je palačo zapustil 23. septembra 1848 med madžarsko revolucijo leta 1848.
5. januarja je Budim zasedla avstrijska vojska pod vodstvom Alfreda I., kneza Windisch-Grätza. Glavni poveljnik se je nastanil v kraljevi palači.
4. maja 1849 je madžarska vojska, ki jo je vodil Artúr Görgey, oblegala Budimski grad, ki ga je branil general Heinrich Hentzi. 20. maja so Madžari z napadom zavzeli Budim. Palača je bila zadnje oporišče avstrijskih čet in je postala prizorišče težkih topniških bojev. Ogenj, ki je sledil, je požrl osrednji in južni trakt; popolnoma so zgoreli, njihova notranjost pa uničena.

### Obdobje Franca Jožefa
Palačo sta med letoma 1850 in 1856 obnovila Josef Weiss in Carl Neuwirth. 13-osni osrednji trakt je bil povišan s tretjo etažo in podstrešnim stolpičem. Osrednji rizalit je bil okrašen z balkonom s šestimi kolosalnimi stebri. S temi spremembami je nekdanja dunajska baročna palača Marije Terezije postala bolj stroga neoklasicistična baročna stavba.
Plesna dvorana je bila preurejena z marmorjem in štukaturami. Po letu 1853 so bile veličastne sobe zasnovane v slogu francoskega rokokoja z belo-zlatimi štukaturami in pohištvom iz Hofburga. Palača je bila že premajhna za potrebe kraljevega dvora, zato so kuhinje in servisne prostore nastanili v sosednjem Zeughausu. Palača je bila z zastekljenim prehodom povezana z Zeughausom.
Na zahodni strani cour d'honneur sta bili postavljeni dve manjši stavbi po načrtih Weissa in Neuwirtha iz leta 1854. V dvonadstropnem Stöcklu so bila stanovanja nadvojvod in cesarskih uradnikov, medtem ko je bil Wachlokal zgrajen za kraljevo gardo.
Avstrijski cesar Franc Jožef I. je obiskal Budimski grad v letih 1856 in 1857. Po avstro-ogrskem kompromisu leta 1867 je bil Franc Jožef okronan za madžarskega kralja. Palača je imela pomembno vlogo pri razkošnem obredu in je bila simbol miru med dinastijo in narodom.
V zadnjih desetletjih 19. stoletja je Budimpešta doživela hiter gospodarski razvoj. Izvedeni so bili ambiciozni projekti urbanističnega načrtovanja, da bi izrazili naraščajoče bogastvo in višji status madžarske prestolnice, pri čemer je bila posebna pozornost namenjena obnovi Budimskega gradu. Avtonomna madžarska vlada je nameravala zgraditi kraljevo palačo, ki bi ustrezala kateri koli znameniti evropski kraljevi rezidenci (zlasti njihovemu staremu tekmecu, dunajskemu Hofburgu). Obnova je trajala štirideset let, med letoma 1875 in 1912, in je povzročila korenite spremembe v topografiji celotnega območja.
Prvi Várkert-bazár (Kraljevi vrtni paviljon) je bil zgrajen na nabrežju Donave, ob vznožju Grajskega griča, med letoma 1875 in 1882. Ta neorenesančna vrata je zasnoval madžarski arhitekt Miklós Ybl. Struktura je bila odprta arkada s paviljoni, stopnišči in klančinami ter dvema stanovanjskima blokoma. Ybl je zgradil tudi novo vodno črpalno postajo, imenovano Várkert-kioszk (Kraljevi vrtni kiosk), in dva stopniščna stolpa ob srednjeveškem obzidju kurtine. Južni stopniščni stolp je sledil francoskemu renesančnemu slogu in je bil podoben majhnemu stolpu, medtem ko je bil severni stopniščni stolp podoben gotskemu opečnatemu donžonu (utrjen glavni stolp iz gradu, imenovan tudi utrdba). Trenutno sta ohranjena samo Várkert-bazár in Várkert-kioszk.
Leta 1882 je predsednik vlade Kálmán Tisza zadolžil Ybla, da pripravi glavni načrt za obnovo palače. V svojem načrtu iz leta 1885 je Ybl ohranil staro baročno palačo, vendar jo je zrcalil na zahodni strani cour d'honneur, kar je podvojilo velikost rezidence. Načrtoval je tudi novo vozišče na zahodnem pobočju, pri čemer je porušil srednjeveško obzidje in stolpe terase Újvilág-kert. Ozkost naravnega platoja Grajskega hriba je povzročila premalo prostora za nov trakt Krisztinaváros, kar je Ybl rešil s postavitvijo podkonstrukcije do vznožja hriba. Monumentalna zahodna fasada sedi na tej trinadstropni visoki podkonstrukciji brez oken. Celoten blok je pokrival skoraj ves hrib, a glavna fasada na cour d'honneur je imela enako skromno višino kot baročna palača. Fasada je bila obložena s kamnitimi ploščami, stari deli pa so ometani; zato je razlika med prvotnim baročnim in neorenesančnim traktom očitna. Prej odprto častno dvorišče je postalo zaprto dvorišče z obokanimi vrati, ki so ga varovali štirje levi kiparja Jánosa Fadrusza. Dvorišče se imenuje Levje dvorišče (ali Oroszlános udvar).
Dela so se začela 1. maja 1890, vendar je Ybl umrl 22. januarja 1891. Njegov naslednik Alajos Hauszmann je nekoliko spremenil načrte krila Krisztinaváros. Leta 1896 je stavba dosegla nivo dvora in kralj Franc Jožef je slovesno položil temeljni kamen palače, ki je bila kmalu dokončana.
Leta 1893 so v kraljevi palači praznovali 25. obletnico kronanja kralja Franca Jožefa. Vendar se je stara banketna dvorana izkazala za premajhno, zato je Hauszmann prostor povečal tako, da je podrl in rekonstruiral steno proti cour d'honneur (ki je imela dodatno Hillebrandtovo fasado).
Kljub tej širitvi in Yblovemu novemu krilu je bila palača še vedno ocenjena kot nezadostna za velika kraljeva praznovanja, zato se je začel nov krog gradnje. Severno krilo, ki stoji na mestu starega Zeughausa, je v celoti zasnoval Hauszmann. Arhitekt je podvojil baročno palačo na strani Donave in na splošno posnemal njen tradicionalni arhitekturni slog. Na stičišču starega in novega trakta je bil postavljen portik s stebriščem, z razkošno okrašenim timpanonom (z alegoričnimi kipi Károlyja Sennyeya) in stopnicami, imenovanimi Habsburške stopnice. Celotna palača je bila okronana s kupolo s kopijo krone sv. Štefana na vrhu. Kupola, tako kot drugi detajli severnega trakta, kaže vplive nemškega jugendstila, tako kot zadnja fasada proti zahodnemu preddverju. V tem dvorišču je tudi Matijažev vodnjak (madžarsko Mátyás kútja) kiparja Alajosa Stróbla. Nad glavnimi vrati proti Szent György tér je stal kip boginje Hungaria. Ta stran je bila glavna fasada kompleksa, vendar je bila precej krajša in manj značilna kot dolga donavska fasada. Staro kapelo svete desnice so porušili, da bi naredili prostor za pot.
Hauszmann je zasnoval novo jahalno šolo na nekdanji terasi Újvilág, ki se je zdaj imenovala Csikósovo dvorišče po Csikósovem kipu Györgyja Vastagha (zdaj v zahodnem dvorišču). Pred dolgo donavsko fasado so postavili konjeniški kip v čast princu Evgenu Savojskemu, zmagovitemu poveljniku habsburške vojske v bitki pri Zenti. Vzhodno preddverje je bilo zaprto z razkošno ograjo iz kovanega železa, ki se je zaključila s stebrom, ki ga je kronal kip legendarnega Turula, svete ptice Madžarov, ki je razprostiral svoja krila nad Budimpešto. Dve stopnici sta vodili do Szent György tér, ki je bil na veliko višjem terenu.
V zahodnem preddverju je Hauszmann zasnoval novo neobaročno stražarnico in prezidal stare kraljeve konjušnice. Kraljevi vrtovi na južnem pobočju so bili znani po dragocenih rastlinah, steklenih hišah in slikovitih terasah. Sredi vrtov je stala švicarska hiša kraljice Elizabete, opremljena s predmeti madžarske ljudske umetnosti. Hiša je bila zgrajena nad ruševinami srednjeveške vratarnice in jih delno izkoristila.
Notranjost palače je bila okrašena in opremljena izključno z deli vodilnih madžarskih umetnikov tiste dobe. Kraljeva palača je bila uradno odprta leta 1912. Sodobni kritiki so jo hvalili kot najizrazitejšo madžarsko stavbo na prelomu 20. stoletja.

### Medvojna leta in druga svetovna vojna
Hauszmannova palača je obstajala približno tri desetletja: 30. decembra 1916 je stavba sodelovala pri slovesnosti kronanja zadnjega madžarskega kralja Karla IV. Po revoluciji leta 1918 in odstranitvi habsburške dinastije je kraljeva palača postala sedež novega regenta Kraljevine Ogrske, Miklósa Horthyja. Horthy je živel v krilu Krisztinaváros s svojo družino med letoma 1920 in 1944. V tem obdobju je bila palača središče madžarskega političnega in družbenega življenja. Med slavnimi gosti, ki jih je Horthy zabaval v palači, sta bila italijanski kralj Viktor Emanuel III. leta 1937 in kardinal Eugenio Pacelli (kasneje papež Pij XII.) leta 1938.
16. oktobra 1944 je enota komandosov nacistične Nemčije pod vodstvom Otta Skorzenyja zasedla kraljevo palačo in prisilila regenta k abdikaciji. Budimski grad je bil zadnje večje oporišče v Budimpešti, ki so ga držale sile osi med obleganjem Budimpešte med 29. decembrom 1944 in 13. februarjem 1945. Nemške in madžarske sile, ki so branile grad, so 11. februarja 1945 poskušale prebiti sovjetsko blokado, a jim ni uspelo. Sovjetska Rdeča armada naj bi vedela za njihove načrte in je nekaj ur prej usmerila težko orožje na možne poti pobega. To velja za eno največjih katastrof v madžarski vojaški zgodovini.
Hudi boji in topniški ogenj so palačo spremenili v ruševine. Pohištvo je izginilo, strehe in oboki so se podrli, južni in zahodni trakt sta zgorela. Uničenje je bilo primerljivo z velikim obleganjem leta 1686.

### Rekonstrukcija
Takoj po vojni so začeli z arheološkimi raziskavami, da bi odkrili ostanke srednjeveškega gradu. Raziskava, ki sta jo vodila László Gerő (1946–1966) in László Zolnay (1967–1979), je bila verjetno največja grajska izkopanina v Evropi. Nekdanja stopnišča kraljevih vrtov, paviljone in steklene hiše, ki so izhajali iz začetka 20. stoletja, so morali žrtvovati. Pod debelim zemeljskim nasutjem so preživeli pomembni deli nekdanje Sigismundove in Matijeve palače.
Prvi načrt obnove srednjeveških ostankov je leta 1950 izdelal László Gerő in dokončal leta 1952. Obnova je bila končana leta 1966. V nasprotju s splošno sprejetimi načeli zgodovinske rekonstrukcije je bil srednjeveški utrdbeni sistem v celoti obnovljen. Pomembni elementi, kot so Velika rondela iz 16. stoletja in srednjeveško vhodno poslopje, stolp, obzidje in cvingerji, so bili rekonstruirani glede na rezultate arheoloških raziskav in sodobnih slikovnih dokazov. Prenovljen je bil tudi nizko ležeči južni trakt gotske palače, skupaj z obokano gotsko dvorano in spodnjo cerkvijo nekdanje kraljeve kapele. V cvingerjih so bili zasajeni srednjeveški vrtovi. Temelji Štefanovega stolpa so bili odkopani, vendar zaradi pomanjkanja arheoloških dokazov stolpa niso obnovili. Ostanke Polomljenega stolpa so ponovno prekrili.
Obsežna rekonstrukcija srednjeveških utrdb je bistveno spremenila podobo Budimpešte. Takrat je veljala za zelo uspešen projekt, ki je združeval zgodovinsko avtentičnost z urbanističnimi zahtevami.
V 1970-ih so se na severni in zahodni strani palače nadaljevale arheološke raziskave, ki jih je vodil László Zolnay. Ustvaril je veliko pomembnih dosežkov, vključno s poznogotskimi kipi Budimskega gradu. Stolp Karakaš Paša v vrtu Újvilág je bil stolp iz turškega obdobja, ki so ga porušili konec 19. stoletja. Fotografski dokazi so omogočili njegovo rekonstrukcijo, vendar je bil novi stolp le kopija originala, podrobnosti pa niso verodostojne.

### 21. stoletje
Marca 2006 je Nacionalni urad za kulturno dediščino dokončal dolgoročni razvojni načrt Budimskega gradu. Ker so trdili, da je modernizacija v letih 1952–66 povzročila nepopravljivo škodo, so predlagali delno rekonstrukcijo fasad, vključno s kupolo in habsburškimi stopnicami. Odločitev o realizaciji razvojnega načrta ni bila sprejeta.
25. julija 2007 je premier Ferenc Gyurcsány izbral srednjeveško Kraljevo klet v Budimskem gradu za razglasitev seznama »najpomembnejših projektov javnih del«, ki so bili med letoma 2007 in 2013 financirani iz sredstev Evropske unije.
Leta 2008 je mednarodni konzorcij začel graditi podzemno garažo za 700 avtomobilov pod nekdanjim dvorom Csikós. Graditelj je dobil dovoljenje za rušenje 4,5 metra dolgega odseka grajskega obzidja iz 15. stoletja. Rušenje je bilo izvedeno kljub kritikam arheologov in javnosti. Območje so pred tem že izkopavali arheologi, ki so odkrili veliko pomembnih najdb, vključno s srednjeveškimi otroškimi igračami in zobom hišnega leoparda kralja Matije Korvina. Poleg tega je bilo območje zunaj notranjega obzidja v 15.–17. stoletju uporabljeno kot smetišče. Vendar so finančne težave leta 2009 prekinile gradnjo garaže; novembra 2011 so se dela za kratek čas nadaljevala, a so se po dokončanju betonske kletne plošče znova ustavila. Vlada je leta 2015 odobrila 1,3 milijarde forintov za dokončanje projekta, potem ko je napol zgrajeno garažo kupila država.
Grajsko dvorišče je bilo uporabljeno tudi kot prizorišče glasbenega videa Katy Perry iz leta 2010, Firework, ki je del njenega albuma Teenage Dream.
Vlada je oblikovala »Nacionalni Hauszmannov program« za revitalizacijo in obnovo gradu v obdobju 2019–2030. Program je poimenovan v čast Alajosa Hauszmanna, zadnjega velikega arhitekta gradu. Prva faza programa se je začela leta 2016. Do leta 2019 je bila končana rekonstrukcija Kraljeve jahalnice, Stöcklovega stopnišča in Grajske stražarske barake ter se je začela obnova pobočja Ybl ob baraki. Istega leta so bile napovedane nadaljnje rekonstrukcije, in sicer palače nadvojvode Jožefa, nekdanjega sedeža Ministrstva za obrambo in stavbe nekdanjega Ministrstva za zunanje zadeve.
Leta 2019 so rezidenco predsednika vlade preselili na grad iz stavbe madžarskega parlamenta. Selitev je bila prvič načrtovana leta 2002 med prvo vlado Fidesz, vendar ni bila nikoli izvedena.

## Notranjost
Notranjost iz časa Marije Terezije in Franca Jožefa je bila večinoma uničena med 2. svetovno vojno in povojno obnovo, razen Palatinalne kripte, ki je preživela oboje. O notranjosti iz srednjeveškega in baročnega obdobja je malo podatkov, vendar je bila palača, zgrajena na prelomu 20. stoletja, natančno zabeležena s podrobnimi opisi, fotografsko dokumentacijo in tlorisi. Arhitekt Alajos Hauszmann je o kraljevih apartmajih dejal: "Ustvaril sem 200 m [660 čevljev] dolgo vrsto sob, daljšo od vseh podobnih kraljevih stanovanj v celinski Evropi, razen v Versaillesu."
Vrsta prostorov iz srednjeveškega gradu je bila odkrita in rekonstruirana med povojno obnovo Budimskega gradu v letih 1958–62. Zdaj so del stalne razstave Muzeja zgodovine Budimpešte v "stavbi E" Budimskega gradu.
Uničenje v letih 1686–1715 je preživel le delček srednjeveškega gradu. Preživeli prostori ne veljajo za najpomembnejše; in nobena od bolj znanih prostorov in zgradb, omenjenih v srednjeveških virih, danes ne obstaja. Prostori, ki so bili odkriti po letu 1946, so bili ohranjeni le po naključju in zaradi njihove geografske lege na nižjem nivoju od novonastale baročne terase.

## Umetniška dela
Grad in njegovi vrtovi so že od ustanovitve v 14. stoletju okrašeni z umetninami. O najpomembnejših srednjeveških delih govorijo le pisni viri, podrobni slikovni in pisni podatki pa obstajajo o umetniškem okrasju palače iz 19. stoletja, ki so ga ustvarili predvsem najpomembnejši madžarski umetniki tiste dobe. Številni kipi so preživeli uničenje med obleganjem Budimpešte v letih 1944–45 in so bili pozneje obnovljeni. Po drugi strani pa so bile pomembne umetnine uničene med kontroverzno obnovo gradu v 1950-ih in 1960-ih.
Spektakularen vodnjak krasi zahodno dvorišče palače. Prikazuje skupino lovcev pod vodstvom kralja Matije Korvina skupaj z lovskimi psi, ubitim jelenom, Marcija Galeottija z jastrebom in Ljubko Ilonko s srno. Ta skupina ljudi stoji med podrtimi skalami, voda pa teče v kotanjo. Vodnjak je izdelal kipar Alajos Stróbl. Mrtvi jelen je bil oblikovan po veličastnem jelenu, ki so ga leta 1896 ubili divji lovci v gozdu v lasti Stróbla. Poškodovano skulpturo so po vojni obnovili. Danes je verjetno največkrat fotografiran objekt v palači.
Konjeniški kip princa Evgena Savojskega stoji na donavski terasi, na vidnem mestu, visoko nad Budimpešto. Neobaročni kip je izdelal kipar József Róna za mesto Zenta, vendar si mesto ni moglo privoščiti te cene. Spomenik je bil odkupljen leta 1900 kot začasna rešitev do dokončanja načrtovanega konjeniškega kipa kralja Franca Jožefa. To se nikoli ni zgodilo, zato je princ Eugen ostal na svojem podstavku. Podstavek je okrašen z dvema bronastima reliefoma, ki prikazujeta zavzetje zemeljskih del v Zenti in odločilni napad konjenice v bitki pri Zenti leta 1697.

## Muzeji in ustanove
Zgodovinski muzej Budimpešte je v južnem krilu Budimskega gradu, v stavbi E, v štirih nadstropjih. Predstavlja zgodovino Budimpešte od njenih začetkov do moderne dobe. K razstavi sodi obnovljeni del srednjeveškega gradu, vključno s kraljevo kapelo in rebrasto obokano gotsko dvorano. Vrhunci razstave so gotski kipi Budimskega gradu in svilena tapiserija iz 14. stoletja, okrašena z anžujskimi grbi. Majhni vrtovi so bili poustvarjeni v srednjeveških cvingerjih okoli najstarejših delov stavbe.
Madžarska Narodna galerija je v stavbah A, B, C in D. Muzej predstavlja zgodovino madžarske umetnosti od 11. stoletja do danes, s posebno razstavo, ki se osredotoča na gotske oltarne slike (v nekdanji baročni plesni dvorani). Edina ohranjena notranjost iz predvojne kraljeve palače, Palatinalna kripta, pripada muzeju.
Stavbo F zaseda Narodna knjižnica Széchényi, nacionalna knjižnica Madžarske. Njena zbirka redkih in starinskih knjig, kodeksov in rokopisov vsebuje 35 Corvinovih del iz znamenite knjižnice kralja Matije Korvina. Prvotna knjižnica Bibliotheca Corviniana je bila shranjena v srednjeveškem kraljevem gradu v Budimu.